# リージェンツ・パーク駅
リージェンツ・パーク駅（リージェンツ・パークえき、英語: Regent's Park tube station）は、ロンドンのシティ・オブ・ウェストミンスターにある、ロンドン地下鉄の駅である。近くにはリージェンツ・パークがある。マリルボン・ロード沿いのパーク・クレセントに位置し、トラベルカード・ゾーン1に含まれる。

## 歴史
リージェンツ・パーク駅は1906年3月10日、ベーカーストリート・アンド・ウォータールー鉄道（英語：Baker Street & Waterloo Railway、BS&WR）の駅として開業した。ベーカーストリート・アンド・ウォータールー鉄道の路線認可にはリージェンツ・パークへの駅設置は含まれておらず、建設開始後の1904年に追加で認可を受けている。

## 駅構造

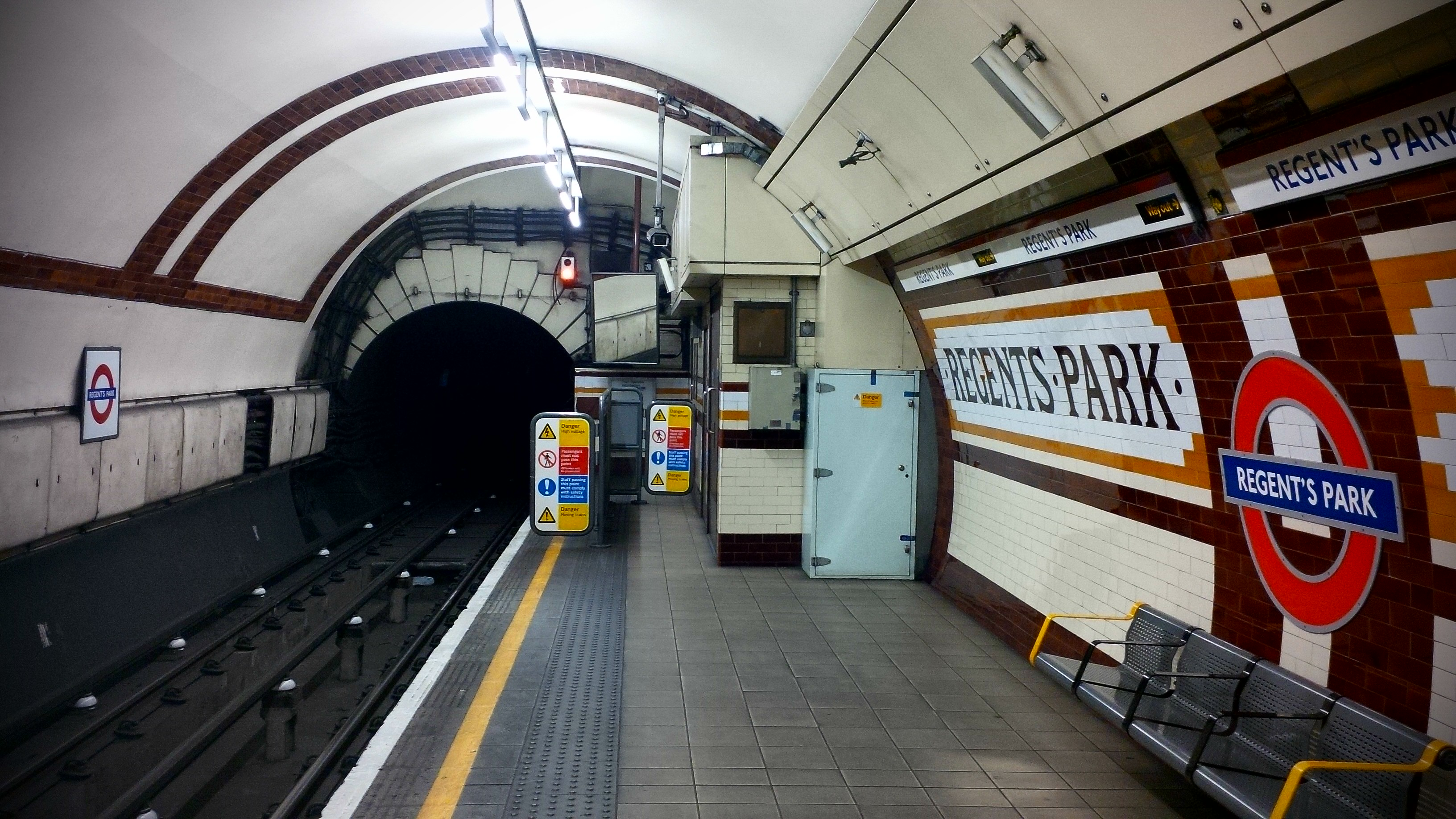
リージェンツ・パーク

ベーカーストリート・アンド・ウォータールー鉄道の他の駅と異なり、当駅には地上建造物がなく、地下道から直接駅に入る構造になっている。改札階とホームの間はエレベーターで結ばれ、96段の階段も併設されている。2006年7月10日から2007年6月14日まで、エレベーターなどの維持工事のため駅が閉鎖された。

## 駅周辺
駅周辺には駅名の由来であるリージェンツ・パークを始め、王立音楽アカデミー、王立医科大学、ホーリー・トリニティ教会、ポートランド・プレイス、ハーレー・ストリートなどがある。
サークル線とメトロポリタン線のグレート・ポートランド・ストリート駅は当駅徒歩圏にある。

## バス路線
ロンドンバスの18、27、30、88、205、453、C2及び深夜バスのN18系統が当駅を経由する。

## 隣の駅
ロンドン交通局
ロンドン地下鉄
■ベイカールー線
ベーカー・ストリート駅 - リージェンツ・パーク駅 - オックスフォード・サーカス駅